# 유노스역

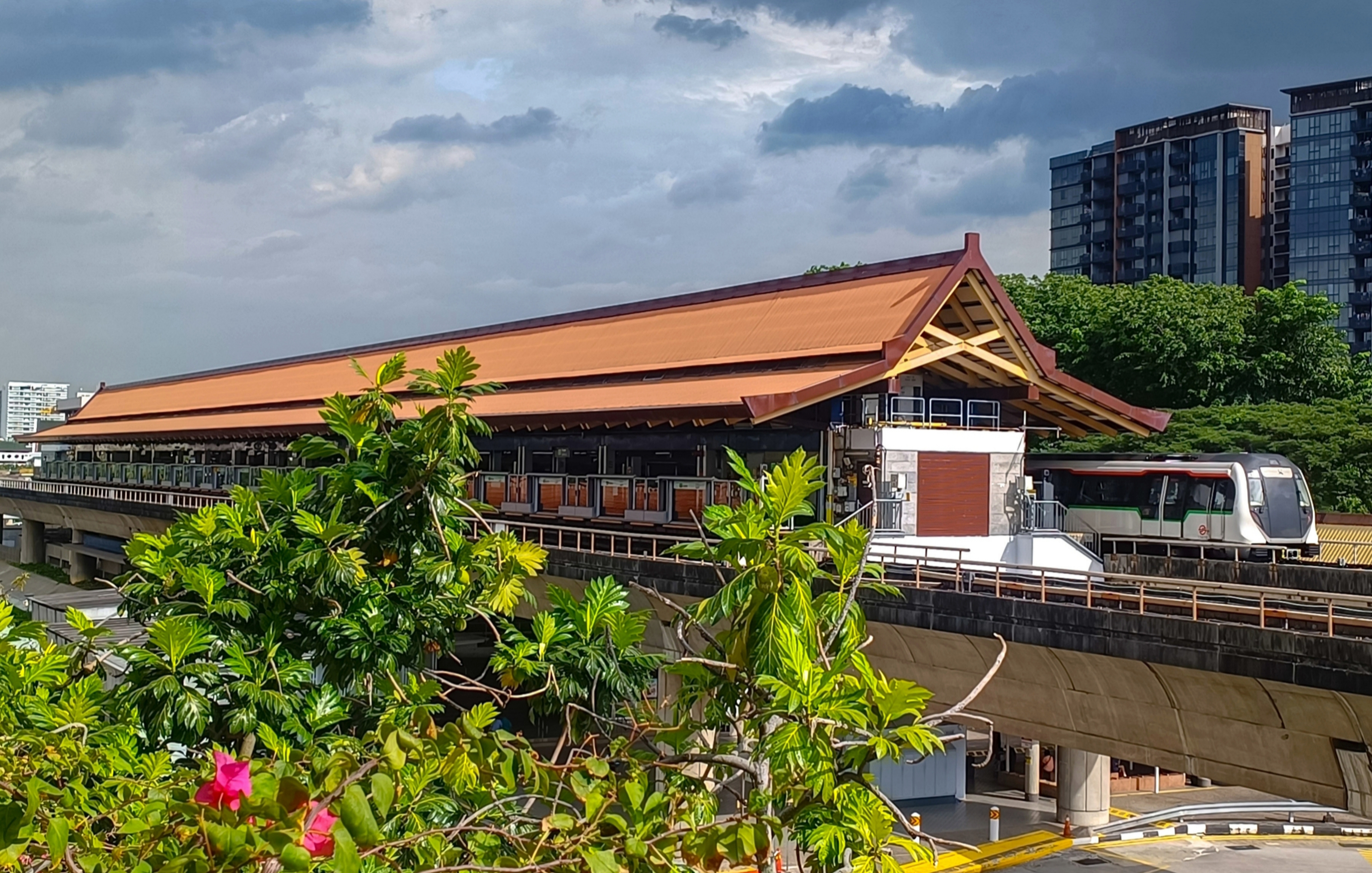

유노스역(Eunos MRT station)은 싱가포르 겔랑의 이스트웨스트 MRT 노선에 있는 지상 MRT(Mass Rapid Transit) 역이다. 유노스 버스 인터체인지 옆에 위치해 있다.
이 역의 이름은 잘란 유노스 말레이 정착지(Jalan Eunos Malay Settlement, Kampung Melayu)라는 지역에서 말레이 정착촌을 위해 700헥타르의 토지를 확보한 초기 말레이 개척자 모하메드 에우노스 빈 압둘라(Mohamed Eunos bin Abdullah)의 이름을 따서 명명되었다. 또한 1990년대와 톰슨 이스트 코스트선을 따라 마린 퍼레이드역이 개통되기 전에는 마린 퍼레이드 지역에서 가장 가까운 MRT 역이기도 했다.